# شینفنگ
شینفنگ (به لاتین: Xinfeng County, Guangdong) یک شهرستان در جمهوری خلق چین است که در شاوگوان واقع شده‌است.